# Memecylon cinereum
Espèce
Classification phylogénétique
Statut de conservation UICN

 VU  : Vulnérable
Memecylon cinereum est une espèce de plantes à fleurs du genre Memecylon et de la famille des Melastomataceae. Elle est trouvée en Malaisie et à Singapour. Elle est menacée du fait de la disparition de son habitat.